# مايكل كينيث ويليامز
مايكل كينيث ويليامز (بالإنجليزية: Michael K. Williams)‏ (22 نوفمبر 1966 - 6 سبتمبر 2021)؛ ممثل أمريكي بدأ مسيرته الفنية عام 1995. كان مايكل كينيث ويليامز عضوًا بلجنة تحكيم مهرجان كان للمسلسلات في نسخته الأولى عام 2018.

## الأعمال

### أفلام
- منتجع البحر الأحمر للغوص
- رحلت الطفلة رحلت
- هولك الخارق
- الحياة في زمن الحرب
- الطريق
- 12 سنة عبد
- الواشي
- روبوكوب
- السوبرانوز
- محتجز
- صائدو الأشباح

## وفاته
توفي في 6 سبتمبر 2021 في شقتهِ في بروكلين عن عمر ناهز 54 عامًا، ولم تكشف أسباب وفاتهِ حتى الآن.

## وصلات خارجية
- مايكل كينيث ويليامز على موقع IMDb (الإنجليزية)
- مايكل كينيث ويليامز على موقع روتن توميتوز (الإنجليزية)
- مايكل كينيث ويليامز على موقع ألو سيني (الفرنسية)
- مايكل كينيث ويليامز على موقع أول موفي (الإنجليزية)
- مايكل كينيث ويليامز على موقع بوكس أوفيس موجو (الإنجليزية)
- مايكل كينيث ويليامز على موقع قاعدة بيانات برودواي على الإنترنت (الإنجليزية)
- مايكل كينيث ويليامز على موقع قاعدة بيانات الأفلام السويدية (السويدية)
- مايكل كينيث ويليامز على موقع ديسكوغز (الإنجليزية)
- مايكل كينيث ويليامز على موقع قاعدة بيانات الفيلم (الإنجليزية)
- مايكل كينيث ويليامز على موقع كينوبويسك (الروسية)